# Kritička pismenost
Kritička pismenost je sposobnost pronalaženja ukorijenjene diskriminacije u medijima. To se provodi analizom poruka koje promiču predrasude o odnosima moći koje se prirodno nalaze u medijima i pisanom materijalu koje inače prolaze nezapaženo čitanjem dalje od autorovih riječi i ispitivanjem načina na koji je autor prenio svoje ideje o društvenim normama kako bi se utvrdilo sadrže li te ideje rasnu ili rodnu nejednakost.

## Pregled
Kritička pismenost je pristup podučavanju koji zagovara usvajanje "kritičkih" perspektiva prema tekstu. Kritička pismenost je aktivno analiziranje tekstova i uključuje strategije za ono što zagovornici opisuju kao otkrivanje temeljnih poruka. Svrha kritičke pismenosti je stvoriti samosvijest o temi koja se razmatra. Postoji nekoliko različitih teorijskih perspektiva o kritičkoj pismenosti koje su proizvele različite pedagoške pristupe. Ovi pristupi dijele osnovnu pretpostavku da pismenost zahtijeva od konzumenata teksta da usvoje kritički pristup i pristup ispitivanju.
Kada učenici proučavaju piščevu poruku radi pristranosti, oni vježbaju kritičku pismenost.  Ova vještina aktivnog bavljenja tekstom može se koristiti kako bi se pomoglo učenicima da postanu perceptivniji i društveno svjesniji ljudi koji ne primaju poruke oko sebe iz medija, knjiga i slika bez prethodnog rastavljanja teksta i povezivanja njegovih poruka sa svojim osobnim životnim iskustvima. Navodeći učenike da preispituju strukture moći u svom društvu, kritička pismenost ih uči kako osporiti ova pisana i usmena stajališta o pitanjima jednakosti kako bi se mogli boriti protiv društvenih nepravdi prema marginaliziranim skupinama u svojim zajednicama.
Prema zagovornicima kritičke pismenosti, ova praksa nije sredstvo za postizanje pismenosti u smislu poboljšanja sposobnosti razumijevanja riječi, sintakse itd. Sposobnost čitanja teksta nije potrebna da bi se uključili u kritičku raspravu o "tekstovima", što može uključivati bilo koji medij izražavanja. Važno je izraziti ideju iza rasprave i razumijevanja, a ne samo učiti nastavni plan i program.  Imajući ovu ideju na umu, učenici mogu sagledati ono što ih se uči kao i procijeniti ono što uče u svojoj situaciji. To znači da stvaraju dublje značenje, a ne samo proučavaju sadržaj.
Kritička pismenost postala je popularan pristup podučavanju engleskog jezika za učenike u nekim zemljama engleskog govornog područja, uključujući Kanadu, Australiju, Novi Zeland i UK.
Za poststrukturalističke praktičare kritičke pismenosti, definicija ove prakse može biti prilično fleksibilna, ali obično uključuje potragu za diskursima i razlozima zašto su određeni diskursi uključeni ili izostavljeni iz teksta. 
Dvije glavne teorijske perspektive unutar polja kritičke pismenosti su neomarksistička / freireanska i australska. Ovi se pristupi preklapaju na mnoge načine i ne predstavljaju nužno suprotstavljena stajališta, ali predmetu pristupaju različito.

## Odnos prema kritičkom razmišljanju
Iako kritička pismenost i kritičko razmišljanje uključuju slične korake i mogu se preklapati, nisu međusobno zamjenjivi. Kritičko razmišljanje nastaje kada se rješavaju problemi i rješavaju ih kroz proces koji uključuje logiku i mentalnu analizu. To je zato što se kritičko razmišljanje usredotočuje na osiguravanje da su nečiji argumenti dovoljno potkrijepljeni dokazima i lišeni nejasnih ili varljivih prezentacija. Dakle, kritičko razmišljanje pokušava razumjeti vanjski svijet i prepoznati da postoje drugi argumenti izvan nečijih vlastitih procjena njihovog obrazloženja za takve argumente, ali kritičko razmišljanje ne ide dalje od otkrivanja nabijene tvrdnje.
Da bi se shvatile predrasude ugrađene u ove tvrdnje koje je najprije otkrilo kritičko razmišljanje, kritička pismenost nadilazi identificiranje problema i također analizira dinamiku moći koje stvaraju pisani ili usmeni tekstovi društva i potom propituje njihove tvrdnje. Stoga kritička pismenost ispituje jezik i formulacije politike unutar ovih tekstova i kako politika koristi određene aspekte gramatike da prenese svoje namjeravano značenje. Vježbanje kritičke pismenosti omogućuje učenicima da izazovu kako autora teksta, tako i društveni i povijesni kontekst u kojem je tekst nastao.
Osim tiskanih izvora, kritička pismenost također procjenjuje medije i tehnologiju gledajući tko je vlasnik ovih oblika informacija, kao i kome pišu te njihov cilj u stvaranju tih različitih tekstova.  Učenici promatraju temeljne informacije koje se prenose u književnosti, popularnim i online medijima te novinarstvu u nadi da će poduzeti društvenu akciju.

## Povijest
Prakse kritičkog opismenjavanja proizašle su iz pedagogije socijalne pravde brazilskog pedagoga i teoretičara Paula Freirea, opisane u njegovim 1967. Obrazovanje kao praksa slobode i njegovoj Pedagogiji potlačenih 1968. godine. Freireovsko kritičko opismenjavanje zamišljeno je kao sredstvo osnaživanja stanovništva protiv ugnjetavanja i prisile, koje se često smatra donesenim od strane korporacija ili vlade. Freireovsko kritičko opismenjavanje počinje željom za uravnoteženjem društvenih nejednakosti i rješavanjem društvenih problema uzrokovanih zlouporabom moći – to je analiza s planom. Polazi od ove filozofske osnove za ispitivanje, analizu i dekonstrukciju tekstova.
Kritička pismenost kasnije je istaknutija s Donaldom Macedom 1987. U svojoj knjizi iz 1968., Pedagogija potlačenih, Paulo Freire piše da se pojedinci koji su potlačeni od strane onih na položaju u početku boje slobode budući da su internalizirali pravila svojih tlačitelja i posljedice nepridržavanja tih pravila. Stoga, unatoč njihovoj unutarnjoj želji za slobodom, oni nastavljaju živjeti u onome što Freire naziva "strahom od slobode", slijedeći unaprijed postavljeni recept ponašanja koji nailazi na odobravanje njihovih tlačitelja. Kako bi razumjeli stvarnu prirodu njihove opresije, Freire navodi da ih njihovo obrazovanje mora naučiti razumjeti da se njihova stvarnost može promijeniti, a s njom i njihova opresija.
Ova se perspektiva ogleda u djelima Petera McLarena, Henryja Girouxa i Jeana Anyona, među mnogim drugima. Freireovska perspektiva kritičke pismenosti snažno je zastupljena u kritičkoj pedagogiji.
Kritička pedagogija nastoji ugnjetavati mijenjanjem načina na koji se poučava u školama. Iz toga proizlazi kritička pismenost, koja tvrdi da se radom na razumijevanju načina na koji su tekstovi napisani i predstavljeni može razumjeti političko, društveno i ekonomsko okruženje u kojem je tekst nastao kao i biti u stanju identificirati skrivene ideologije unutar takvih tekstova.
Ostali filozofski pristupi kritičkoj pismenosti, iako dijele mnoge ideje neomarksističke/freireanske kritičke pismenosti, mogu se promatrati kao manje otvoreno ispolitizirana ekspanzija tih ideja. Kritička pismenost pomaže učiteljima kao i učenicima da istraže odnos između teorijskog okvira i njegovih praktičnih implikacija. 

## Čimbenici kritičke pismenosti
Freire uključuje nekoliko osnovnih čimbenika u svom formiranju kritičke pismenosti. Prvi korak kritičke pismenosti uključuje podizanje svijesti, ili "svijesti" kako to Freire naziva, onima prema kojima se loše postupa i onima koji dovode do tog lošeg postupanja promicanjem nepoštenih ideologija putem politike i drugih pozicija moći, kao što su škole i vlada.  To je zato što Freire i Macedo smatraju da pisani tekstovi također predstavljaju informacije koje su izgrađene na prethodnim shemama o svijetu jer zlostavljani često nisu svjesni da su potlačeni, gledajući na svoje siromaštvo ili marginalizaciju kao na prirodni dio života. Prihvaćajući svoje teškoće, oni ne znaju korake koji bi okončali njihovo ugnjetavanje.
Drugi čimbenik kritičke pismenosti nastoji promijeniti način na koji se poučava u školama.  Ira Shor piše da se kritička pismenost može koristiti za otkrivanje nečijih subjektivnih uvjerenja o svijetu navodeći ih da preispituju svoje osobne pretpostavke korištenjem riječi. Može se prilagoditi za rad s različitim idejama koje se odnose na feminizam ili neomarksizam, kritička pismenost predstavlja učenicima različite načine razmišljanja o vlastitom razvoju izazivajući ih da razmotre različite perspektive o problemima umjesto da se pomire s kulturnim normama i statusom quo. Cilj ovoga je navesti studente da promoviraju društvenu akciju unutar svoje zajednice kako bi promijenili nepravedne strukture.
Ostvaruje se zagovaranjem iskrenog dijaloga između nastavnika i učenika u kojem obje strane uče zajedno kroz kritičku raspravu o važnim temama, a ne slijede bankarski model obrazovanja, što je tradicionalna metoda poučavanja koja učenike tretira kao prazne posude koje treba napuniti od strane nastavnika čije su primarne uloge predavanje i prenošenje informacija koje učenici moraju primiti i recitirati tijekom ispita. Freire nije bio zagovornik bankarskog modela jer je vjerovao da umjesto stvaranja svjesnog znanja kod učenika, ovaj model, za koji je tvrdio, održava opresiju.
Kada učitelji olakšavaju raspravu između učenika o kontroverznim pitanjima koja se tiču njih i njihovog društva, ovaj iskreni dijalog djeluje kao most koji omogućuje učenicima da preispitaju društvene nejednakosti u svojim zajednicama i temeljne hijerarhije koje upravljaju tim predrasudama. Iskren dijalog između instruktora i učenika vodi učenike do trećeg faktora: kritičkog promišljanja o tome kako mogu primijeniti znanje koje su otkrili kroz dijalog u vlastitim životnim situacijama kako bi poduzeli konkretne akcije za promjenu društva i ispravljanje nepravdi.

## Podučavanje kritičke pismenosti
Poučavajući kritičku pismenost, učitelji mogu pomoći učenicima da poduzmu akciju proširujući njihov način razmišljanja kako bi bolje razumjeli perspektive drugih zanemarenih skupina u društvu i tako povećali poštovanje prema onima koji imaju drugačiju kulturu i jezik od njih. 
Učitelji mogu prilagoditi poučavanje kritičke pismenosti svojim učionicama poticanjem učenika na analitično čitanje i izazivanje društvenih normi koje se nalaze u tekstovima. Mogu oblikovati vlastite ideje kako bi osporili tekst i napisali odgovor kojim bi se usprotivili ili podržali njegove tvrdnje. Nastavnici mogu dopustiti učenicima da istražuju temu socijalne pravde koja ih zanima. To može navesti studente da preuzmu osobnu odgovornost za društvene promjene u svojim zajednicama. Pomoći učenicima da seciraju različite tekstove iz različitih izvora i autora kako bi otkrili autorove pristranosti koje proizlaze iz njegovih ili njezinih ukorijenjenih ideja o normama još je jedna metoda za razvijanje vještine kritičke pismenosti, kao i da učenici prepišu odlomke koje su pročitali, ali sa stajališta i okolnosti potlačenih manjinskih skupina. Čitanje mnoštva različitih tekstova ili dodatna literatura koja prati tekst također može pomoći učenicima u vježbanju kritičke pismenosti. Jedan primjer modaliteta koji može pomoći učenicima u njihovim vještinama kritičke pismenosti je korištenje filma.  Upotreba filma može se primijeniti u raznim razredima uključujući: povijest, znanost, književnost itd. Korištenjem filma ili drugog vizualnog modaliteta, učenici se mogu uključiti u sadržaj na način na koji ne bi dobili na tradicionalnoj lekciji.  Vizualni modaliteti poput grafičkih romana daju studentima bolju priliku da razumiju i stvore značenje iza informacija koje su im dane. Ovo zauzvrat omogućuje studentima da pruže više dokaza i teorija iza informacija.
Rast kritičke svijesti učenika kroz njihovo pisanje podsjeća praktičare u nastavi, kreatore politike i edukatore nastavnika da osiguraju inovacije u svojim učionicama kako bi osnažili učenike jezika metodologijama podučavanja suprotnim onome na što su navikli tijekom učenja.

### Učeničke vještine
Kritička pismenost omogućuje učenicima da razviju svoju sposobnost razumijevanja poruka koje se nalaze u online člancima i drugim izvorima medija kao što su postaje s vijestima ili novinarstvo kroz pomnu analizu teksta i načina na koji je tekst predstavljen.
Kritička pismenost uči učenike kako prepoznati diskriminaciju unutar institucija moći, a zatim preispitati tu dinamiku moći kada se pojavi u pisanim i usmenim tekstovima kako bi učenici mogli razumjeti zašto su određene teme, kao što su rasne uvrede, kontroverzne u društvu. Učitelji pomažu u poticanju razmišljanja višeg reda učenika kroz rasprave u nastavi o ovim društvenim temama u onome što je poznato kao dijaloško okruženje. Ovdje je tradicionalni bankarski model nastave zamijenjen učiteljima koji učenicima daju priliku da otvoreno izraze svoje ideje i razmišljanja o temama koje se poučavaju u nastavi.
Treće, kritička pismenost pomaže razvoju vještina čitanja dopuštajući učenicima da aktivno povezuju različite tekstove s drugim tekstovima kako bi utvrdili promiču li sveukupne poruke marginalizaciju manjinskih skupina ili je obeshrabruju. Mlađa djeca također mogu naučiti prakticirati kritičku pismenost tako što će im učitelj čitati slikovnice naglas dok djeca uče ispitivati koje poruke slike i odlomci u slikovnicama prenose. Potičući učenike da pronađu načine na koje se ta društvena pitanja povezuju s njihovim osobnim životima, umovi učenika se proširuju da vide kulturne i rasne razlike kao pozitivnu stvar.
Na kraju, kritička pismenost priprema učenike da prepoznaju važnost jezika u oblikovanju politike, društvene hijerarhije, rase i moći jer način na koji su fraze sročene može utjecati na cjelokupnu poruku. To se također pojavljuje u području obrazovanja jer škole i učitelji moraju odlučiti hoće li poučavati i zahtijevati da učenici koriste samo standardni akademski dijalekt u razredu ili će im dopustiti da nastave koristiti dijalekt koji su naučili kod kuće. Kritička pismenost potiče učenike da preispitaju koju varijaciju jezika govore jer je standardni dijalekt prevladavajući i ima više snage.